# Los Palmitos
Los Palmitos est une municipalité colombienne située dans le département de Sucre.